# İlit, Güce
İlit là một xã thuộc huyện Güce, tỉnh Giresun, Thổ Nhĩ Kỳ. Dân số thời điểm năm 2011 là 495 người.